# 舊桑比爾區

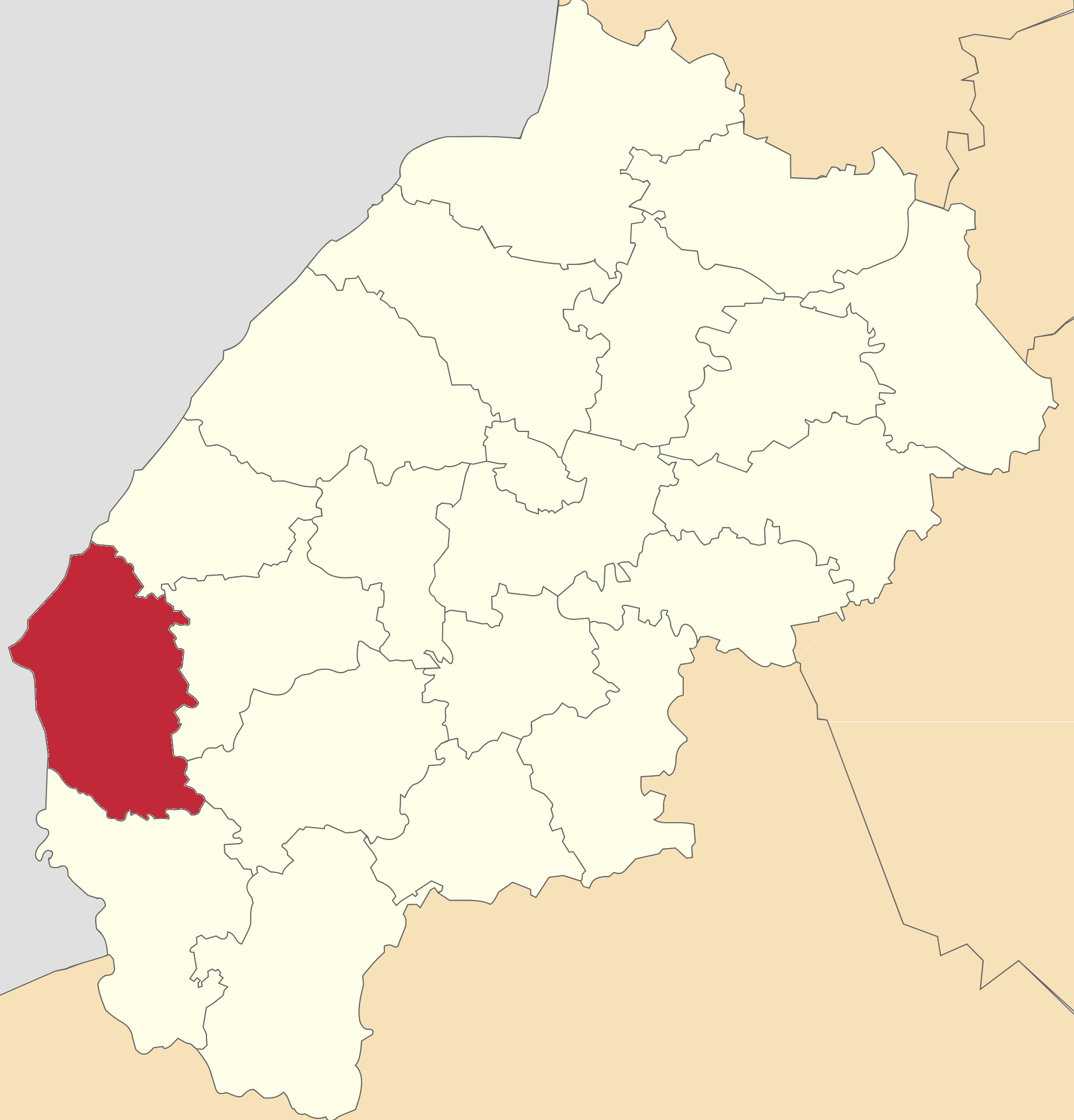

舊桑比爾區（烏克蘭語：Старосамбірський район），又按俄语名译为舊桑博爾區（俄语：Старосамборский район），曾是烏克蘭西部利沃夫州的一個區，行政中心設於舊桑比爾，面積1,245平方公里，2015年人口78,172，人口密度每平方公里62.8人。
2020年7月18日乌克兰施行了行政区划改革，利沃夫州的区份数量减至7个。舊桑比爾區合并至桑比爾區。